# NRAS
NRAS (англ. NRAS proto-oncogene, GTPase) – білок, який кодується однойменним геном, розташованим у людей на короткому плечі 1-ї хромосоми.  Довжина поліпептидного ланцюга білка становить 189 амінокислот, а молекулярна маса — 21 229.
| 10         |  | 20         |  | 30         |  | 40         |  | 50         |
| ---------- |  | ---------- |  | ---------- |  | ---------- |  | ---------- |
| MTEYKLVVVG |  | AGGVGKSALT |  | IQLIQNHFVD |  | EYDPTIEDSY |  | RKQVVIDGET |
| CLLDILDTAG |  | QEEYSAMRDQ |  | YMRTGEGFLC |  | VFAINNSKSF |  | ADINLYREQI |
| KRVKDSDDVP |  | MVLVGNKCDL |  | PTRTVDTKQA |  | HELAKSYGIP |  | FIETSAKTRQ |
| GVEDAFYTLV |  | REIRQYRMKK |  | LNSSDDGTQG |  | CMGLPCVVM  |  |            |

A: Аланін

C: Цистеїн

D: Аспарагінова кислота

E: Глутамінова кислота

F: Фенілаланін

G: Гліцин

H: Гістидин

I: Ізолейцин

K: Лізин

L: Лейцин

M: Метіонін

N: Аспарагін

P: Пролін

Q: Глутамін

R: Аргінін

S: Серин

T: Треонін

V: Валін

Задіяний у такому біологічному процесі як ацетиляція. 
Білок має сайт для зв'язування з нуклеотидами, ГТФ. 
Локалізований у клітинній мембрані, мембрані, апараті гольджі.